# لارنس جی. پیتر
لارنس جِی. پیتر (انگلیسی: Laurence J. Peter; ۱۶ سپتامبر ۱۹۱۹ – ۱۲ ژانویهٔ ۱۹۹۰) مربی، سلسله‌مراتب‌شناس و روان‌شناس اهل کانادا بود. او با صورت‌بندی اصل پیتر مشهور شد.
لارنس جی پیتر، جمله معروفی دارد که می‌گوید: اگر نمی‌دانید که دقیقاً به کدام سمت حرکت می‌کنید، احتمالاً به مقصد دیگری خواهید رسید!